# Laki (sprog)
Laki er et vestiransk sprog, der bliver talt af den iranske etniske gruppe, kaldet for lak. Sproget bliver talt i Irans centrale Zagros område, hvilket omfatter de iranske provinser Ilam, Luristan, Kermanshah ,Qazvin, og Khusistan. 
| Sprog | Spire Denne artikel om sprog er en spire som bør udbygges. Du er velkommen til at hjælpe Wikipedia ved at udvide den. |